# قمل (جنس)
القمل (الاسم العلمي: Pediculus)، جنس من الحشرات تحت فصيلة القملية.

## الأنواع
الأنواع المعروفة تحت هذا الجنس هي:
- (Pediculus clavicornis)
- قمل الإنسان (Pediculus humanus)
- (Pediculus mjobergi)
- قمل الشمبانزي (Pediculus schaeffi)